# Barber (Curaçao)
Barber – miejscowość (plaats) i osada (buurt) w dystrykcie Bandabou, w kraju autonomicznym Curaçao, należącym do Holandii, w Ameryce Południowej. 20 października 2023 r. liczyła 2224 mieszkańców. Uznawana, za najważniejszą w całym dystrykcie.
Nazwa miejscowości odnosi się do dawnej plantacji Barbara, założonej w 1711 r. przez Barbarę Boom-Exteen. Była ona córką Jurriaana Jansz-Exteena, właściciela pobliskiej plantacji Ascencion. Z biegiem czasu zmieniono jej nazwę z "Barbara" na obecną.
Znajduje się tutaj komisariat policji, jednostka straży pożarnej, ambulatorium. 
Tutejszy klub piłkarski to C.S.D. Barber.

## Osady
Jedna osada (buurt) wchodzi w skład miejscowości:
| Lp. | Nazwa  | Powierzchnia km² | Liczba mieszkańców |
| --- | ------ | ---------------- | ------------------ |
| 1.  | Barber | 9,01             | 1270               |